# Беатріс Стрейт
Беатріс Стрейт (англ. Beatrice Straight; *2 вересня 1914, Олд-Уестбарі, Штат Нью-Йорк — †7 квітня 2001, Лос-Анджелес) — американська акторка, володарка премій «Оскар» і «Тоні».

## Життєпис
Народилася 2 вересня 1914 в селі Олд-Вестбарі в штаті Нью-Йорк в родині банкіра Вілларда Дікермана і Дороті Пейн Вітні. Її батько помер під час епідемії грипу у Франції під час служби в американській армії в Першу світову війну, коли їй було чотири роки.
Після другого шлюбу матері сім'я переїхала до Великої Британії. Там Беатрис здобула освіту і зайнялася акторською кар'єрою в аматорських театральних постановках.
Повернувшись у США, вона продовжила грати на сцені, а в 1939 дебютувала на Бродвеї в п'єсі «Одержимий». Дуже цікавими були її роботи в постановках «Дванадцята ніч» (1941), «Макбет» і «Тігель» (1953), за роль в якому вона була відзначена премією «Тоні».
Крім театру, Стрейт знімалася в кіно і на телебаченні. Найбільш відомим фільмом з її участю став «Телемережа» (1976), де вона втілила дружину невірного чоловіка у виконанні Вільяма Холдена, за роль якої отримала премію «Оскар» за «Найкращу жіночу роль другого плану». Ця роль залишається найкоротшою (5 хв. 40 сек. екранного часу) в історії «Оскара», відзначеною премією.
Була одружена з Френчманом Луїсом Дольветом, лівим активістом, редактором журналу «United Nations World», кінопродюсером. У 1949 розлучилася і одружилася з актором і продюсером Пітером Куксоном, від якого народила двох синів.
Останні роки життя акторка хворіла на хворобу Альцгеймера. Вона померла 7 квітня 2001 у Лос-Анджелесі від пневмонії у віці 86 років і після смерті була кремована.

## Вибрана фільмографія
- 1991 — «Обман» — Мати Едрієнн
- 1990 — «Люди як ми» — Мейзі Вейдурін
- 1986 — «Влада» — Клер Гастингс — Номінація на премію «Золота малина»
- 1985 — «Льодовий» — Маріон Крейтон
- 1983 — «Двоє в своєму роді» — Рут
- 1982 — «Полтергейст» — Доктор Леш
- 1981 — «Нескінченна любов» — Роуз Акселрод
- 1980 — «Формула» — Кей Нілі
- 1979 — «Кровний зв'язок» — Кейт Ерлінг
- 1979 — «Обіцянка» — Меріон Гілліард
- 1976 — «Телемережа» — Луїза Шумахер — Премія «Оскар» за найкращу жіночу роль другого плану
- 1964 — «Молоді коханці» — Місіс Бернс
- 1959 — «Історія черниці» — Мати Крістоф
- 1956 — «Зразки» (англ. Patterns) — Ненсі Стейплс
- 1952 — «Телефонний дзвінок від незнайомця» — Клер Фортнесс

## Нагороди
- «Оскар» — 1977 — «Найкраща жіноча роль другого плану» («Телемережа»)
- «Тоні» — 1953 — «Найкраща жіноча роль в п'єсі» («Тігель»)